# Сисопедија
Сисопедија (енгл. Boobpedia) јесте вики и онлајн-енциклопедија која се бави еротиком и порнографијом.
Првенствено описује жене из порно-индустрије и њихову филмографију, али постоје и чланци о манекенкама/моделима и иоле познатим личностима.
Дозвољена је за уређивање регистрованим корисницима, али тренутно само на енглеском језику.